# محمد كريشان (لاعب كرة قدم)
محمد خالد كريشان لاعب كرة قدم سعودي و يلعب في الوسط في نادي اللواء.
لعب سابقاً في نادي الرائد ولعب بعدها مع نادي القوارة ونادي الأسياح.